# ملعب هيبرنيانز
ملعب هيبرنيانز هو ملعب كرة قدم يقع في باولا، مالطا، يتسع لـ 2،968 متفرج. تم افتتاحه في 9 نوفمبر 1986. لعب هيبرنيانز أول مباراة أوروبية له على هذا الملعب في 23 يوليو 1996 عندما لعب ضد أورالماش يكاترينبورغ في كأس إنترتوتو، حيث خسر المباراة 2–1.